# Sid Meier's SimGolf
Pour les articles homonymes, voir Sid.
Sid Meier's SimGolf est un jeu vidéo créé par Sid Meier et Maxis en 2002. Le joueur doit concevoir des terrains de golf, les gérer et savoir y jouer.

## Historique
Selon les mémoires de Sid Meier, SimGolf devait se présenter à la base comme un simulateur de golf amélioré, en utilisant le coté "tycoon" des jeux à succès comme la série Railroad Tycoon. 
Seulement, au début de l'année 2000, un des associés de Sid Meier soumet l'idée de croiser le monde des Sims (qui à l'époque devient un succès commercial avec la sortie du premier opus) à celui de Civilization (dont le troisième opus est en développement à ce moment-là). 
Will Wright, le créateur des Sims, est alors appelé par Sid Meier qui lui soumet l'idée et une proposition de partenariat. Le fondateur de Maxis est conquis par l'idée de son homologue et accepte de développer en partenariat SimGolf durant les années 2000 et 2001.
Le jeu sort aux États-Unis en Janvier 2002 et en Europe en Septembre 2002. C'est un petit succès et les avis des magazines de jeux vidéos de l'époque sont unanimes sur le fait que ce jeu est réussi malgré quelques défauts de réalisme. 
Sid Meier, selon ses mémoires, a toujours considéré SimGolf comme un jeu très plaisant à développer mais auquel il n'a jamais prêté de grandes ambitions, ni prévu aucune suite.
Ce jeu ne sera jamais traduit dans une autre langue que l'anglais pour des raisons non précisées, mais des manuels seront édités dans de nombreuses langues. 

## Présentation
En ouverture de jeu, le joueur a le choix entre démarrer une nouvelle partie, charger une partie, démarrer une partie en mode "Bac à sable", jouer un championnat et sélectionner un thème de partie avant de démarrer le jeu.
Sid Meier's SimGolf se présente comme un jeu solo, ou, selon le livret de présentation inclus dans la boite originale du jeu, le joueur incarne un personnage fictif, nommé Gary Golf, qui hérite d'une somme d'argent à la suite d'un décès familial, à la seule condition que cette somme d'argent serve à la création et la gestion d'un club de golf.
En début de partie, le joueur dispose d'un choix varié de terrains, répartis à travers le globe, et présentant quatre variations bien distinctes :
- Climat tempéré
- Climat tropical
- Climat océanique
- Climat désertique
Une fois le futur site choisi, le joueur incarne donc Gary Golf et se retrouve à la tête d'un club de golf encore vierge, si ce n'est le club house installé gratuitement par la famille du défunt oncle pour vous remercier d'avoir exaucé ses dernières volontés.
En termes de graphismes, le jeu fonctionne avec de la 3D isométrique (à l'instar des jeux de gestion et simulation de l'époque, tel que SimCity 4 ou les Sims 1).

## Gameplay
Le joueur doit donc commencer à créer son parcours de golf avec comme objectif de satisfaire sa clientèle et de créer un parcours le plus attractif possible afin d'attirer toujours plus de nouveaux golfeurs.
Pour ce faire, le joueur dispose de deux sections : 
- Section "Création"
- Section "Bâtiments et terraforming"

### Section création
Le joueur voit s'afficher à l'écran l'ensemble des types de terrain à disposition pour créer son golf dans une première catégorie ne concernant que le circuit de courses. Les trois éléments principaux étant le "tee", point de départ de chaque course, le fairway et enfin le "green" ou se situe le trou de chaque fin de course. Après cela, de nombreux éléments sont à disposition du joueur afin de rendre le parcours de course plus intéressant, en y ajoutant du défi pour les golfeurs venant jouer dans votre club.
Parmi ces éléments, on retrouve des éléments classiques de terrains de golf existants, tel que le "sand trap", le "pot bunker", les arbres, le "rough" etc.
Dans la deuxième catégorie de section, nous allons retrouver les éléments de décoration et d'optimisation de votre parcours de golf, nécessaires au bien-être de chaque simgolfeur. On y retrouve notamment le "pathway" permettant aux golfeurs de pouvoir circuler de course en course, à pied ou en caddie, le "ballwasher" qui est instrument permettant aux golfeurs de laver les balles de golf et enfin, le "house lot" permettant aux golfeurs membres d'argent de votre club de pouvoir venir vivre sur le terrain. Lotir permet d'engranger les sommes versées par les acheteurs. 
Enfin, il y a 5 catégories d'éléments nécessaires à votre parcours :
1. Les bancs, permettant aux golfeurs de se reposer et de faire remonter leur barre d'énergie
2. Les ponts ornementaux, uniquement décoratif, mais donne un aspect visuel à votre course beaucoup plus agréable et influe positivement sur l'amusement des golfeurs
3. Les monuments, 20 monuments avec chacun une spécialité ("No dandelions", "Happy golfers", "Skill Upgrade" etc.) Ces monuments amènent à chaque course de golf un bonus supplémentaire en fonction de sa spécialité. Par exemple, une course compliquée risque de rendre vos simgolfeurs nerveux voire agacés. Ajouter un monument type "Happy golfers" les rendra plus heureux de parcourir la course et la jauge de "fun" ne descendra pas ou peu.
4. Les bacs à fleur, uniquement décoratif, participe au bien être de chaque simgolfeur
5. Les arbres ornementaux, uniquement décoratif, participe au bien être de chaque simgolfeur

### Section Bâtiments et terraforming
La deuxième section principale concerne l'installation d'immeubles et le terraforming du parcours.
Les immeubles varient d'une région climatique à une autre.  
| Climat tempéré      | Climat tropical  | Climat océanique | Climat désertique | Effets sur les golfeurs                                     |
| ------------------- | ---------------- | ---------------- | ----------------- | ----------------------------------------------------------- |
| Putting green       | Putting green    | Putting green    | Putting green     | Améliore les compétences au putt                            |
| Snack Bar           | Snack Bar        | Snack Bar        | Snack Bar         | Remonte la barre d'énergie et de faim                       |
| Pro Shop            | Pro Shop         | Pro Shop         | Pro Shop          | Améliore la précision des golfeurs                          |
| Court de tennis     | Piscine          | Etable           | Spa               | Les golfeurs peuvent devenir membre argent ou or            |
| Driving range       | Driving range    | Driving range    | Driving range     | Améliore les coups longs des golfeurs                       |
| Garage à caddies    | Garage à caddies | Garage à caddies | Garage à caddies  | Permet aux golfeurs d'utiliser des caddies pour se déplacer |
| Marina              | Marina           | Eglise           | Héliport          | Augmente la valeur des terrains des lots houses             |
| Hotel               | Hotel            | Hotel            | Hotel             | Les golfeurs sont heureux et détendus                       |
| Piste d'atterissage | Parc aquatique   | Château médiéval | Casino            | Augmente les "green fees"                                   |

À chaque climat, son style architectural. Un snack bar dans un parcours tempéré ne ressemblera pas à un snack bar sous climat océanique.
Le placement des bâtiments est très important dans le jeu, en effet certains d'entre eux doivent être fréquentés par les golfeurs afin que ceux-ci puissent bénéficier des effets bonus. Le snack bar, le putting green, le pro shop et le driving range permettent d'améliorer les compétences de chaque simgolfeur mais aussi vous rapporte des simléons. 
À l'inverse, des bâtiments comme les marinas, les hôtels etc. peuvent être placés n'importe ou sur le parcours, leur influence s'exerce sur l'ensemble de la carte. 
À la suite du menu Bâtiments, le joueur trouvera dessous le menu "Terraforming", qui va lui permettre de pouvoir modeler le terrain à sa guise.
Il y a trois types de modélisation de terrain. La carte disposant d'une grille, le joueur peut monter/descendre le terrain via un seul point, ou bien sur un carré de la grille, ou bien multi-points, c'est-à-dire qu'il englobe plusieurs carrés de grille. 
Le terraforming est un outil important dans la construction d'un parcours de golf, car la déclivité va influencer directement sur le style de jeu du simgolfeur. Le terrain ne peut descendre en dessous du niveau 0 et ne peut monter au-dessus du niveau 10.

### Menu "Golfeur et personnel"
Le joueur vient de réaliser quelques parcours et souhaite y jouer. 
Pour cela, le menu golfeur est l'outil qu'il est nécessaire d'utiliser. En tout début de partie, le joueur va devoir donner 10 points de compétence à son simgolfeur (nommé Gary Golf pour rappel, mais on peut changer le nom). Le joueur peut aussi personnaliser son personnage au niveau de son caractère et de son appétence pour certains types de circuit ("Accuracy", "Length", "Imagination"). Il est possible de tout cocher. 

#### Le mode solo et les compétences
Si le joueur désire parcourir son club de golf, il est possible pour votre simgolfeur de pratiquer la course en compagnie d'un autre simgolfeur. Aucune récompense à la clé, c'est surtout pour permettre au joueur de mieux connaître son parcours, vérifier si les difficultés sont acceptables et enfin pour gagner en compétences au fur et à mesure des coups joués. A savoir que le simgolfeur ne peut jouer tout seul, il est forcément accompagné d'un autre golfeur.
Ci-dessous, l'intégralité des compétences de chaque simgolfeur.
| Terme anglais      | Terme français                          | Description                                                                                            |
| ------------------ | --------------------------------------- | --- |
| Power hitter       | Force de frappe                         | Permet au simgolfeur de frapper fort                                                                   |
| Long driver        | Longue frappe                           | Permet au simgolfeur d'agrandir son champ de tir                                                       |
| Accurate driver    | Précision à la longue frappe            | Permet au simgolfeur de tirer au loin avec précision                                                   |
| Accurate irons     | Précision avec les irons                | Permet au simgolfeur de tirer avec les irons avec précision                                            |
| Accurate putter    | Précision au putter                     | Permet au simgolfeur d'être précis au putter                                                           |
| Draw shot (R to L) | Tir enroulé de la droite vers la gauche | Maitrise du tir enroulé D vers G                                                                       |
| Fade shot (L to R) | Tir enroulé de la gauche vers la droite | Maitrise du tir enroulé G vers D                                                                       |
| High backspin shot | Tir en hauteur avec rotation inversée   | Donne un effet de rotation inversée à la balle avec tir en hauteur pour une meilleure réception au sol |
| Recovery skills    | Capacités de récupération de balle      | Capacités du simgolfeur à sortir des obstacles du parcours (type sand trap, pot bunker)                |
| Luck               | Chance                                  | Chance du simgolfeur sur l'ensemble de ses coups.                                                      |

Dans un deuxième temps, votre golfeur peut pratiquer un duel avec un autre simgolfeur, généralement du même niveau de compétences. L'intérêt est de gagner une récompense financière à chaque fin de course. Pour gagner, il faut que le simgolfeur du joueur fasse un meilleur score que son adversaire. A la fin du parcours, le simgolfeur gagne une récompense financière supplémentaire à la récompense pour chaque course. Exemple :
- Gary Golf à fait un eagle (-2) et son adversaire un par (égal au nombre de coups prévus pour chaque course), Gary Golf gagne la somme du parcours.
- Au dernier trou, Gary Golf à fait un birdie (-1), son adversaire aussi, ils sont à égalité. Gary Golf ne gagne pas la récompense de la course, mais comme il mène sur l'ensemble du parcours, il gagne la récompense globale.
A savoir que le premier défi comme à 2000§ pour chaque course, 2000§ pour la globalité du parcours. Le second défi sera à 4000§ par course, 4000§ pour la globalité du parcours. A chaque nouveau défi, chaque récompense augmente de 2000§.

Dans un troisième temps, si la Sim Golf Association (SGA) valide votre parcours, vous pouvez pratiquer un championnat ou la somme maximale est déterminée en fonction de plusieurs critères regroupés au sein du panneau "SGA Evaluation" accessible par le bouton "Information". A savoir que lorsque le joueur pratique le championnat, il peut gagner de l'argent tant qu'il est dans la première moitié du classement, avec le montant de la récompense qui décline en fonction de la place. 
Le championnat est un excellent moyen de gagner beaucoup d'argent dans le but de développer le parcours de golf. Cependant, le joueur doit faire attention car s'il se retrouve en fin de classement ou dans la première moitié mais à une place lointaine de la première, le championnat peut coûter plus que ce qu'il rapporte. En effet, le personnel continue d'être payé durant le championnat, mais les "Green fees" ne rentrent plus.

#### La gestion du personnel
Le parcours de golf est un lieu ou la nature reprend vite ses droits, ou des simgolfeurs peuvent se plaindre voire provoquer d'autres golfeurs dont ils n'approuvent pas la faible vitesse d'avancée, ou encore les simgolfeurs ont besoin d'être abreuvé après avoir parcouru la moitié du golf. 
Pour pallier tous ces évènements, le dirigeant de club de golf que le joueur est, doit pouvoir subvenir aux besoins de ses clients et à l'entretien de son golf, et pour cela, un panel de personnel peu ou bien qualifié est disponible.
| Nom               | Fonction                 | Qualifié | Salaire |
| ----------------- | ------------------------ | -------- | ------- |
| Joe Grounskeeper  | Désherbeur               | Non      | 200§    |
| Tommy Technicien  | Désherbeur               | Oui      | 400§    |
| Sally Soda Vendor | Vendeuse de boissons     | Non      | 200§    |
| Santa Refresher   | Vendeuse de boissons     | Oui      | 500§    |
| Randy Ranger      | Sécurité                 | Non      | 200§    |
| Mike Marshall     | Sécurité                 | Oui      | 700§    |
| Carman Pro        | Célébrité locale         |          | 300§    |
| Chichi Celebrity  | Célébrité internationale |          | 900§    |

Chaque membre du personnel dispose d'un rayon d'action, plus ou moins grand en fonction de sa qualification. Par ailleurs, s'il est possible d'embaucher du personnel, il est possible aussi de renommer, déplacer sur un autre endroit et de licencier l'employé. Un panneau d'information indique combien coûte l'employé depuis son embauche et le nombre d'actions mené depuis le début.

#### Panneau global des simgolfeurs
Afin de voir qui joue sur votre parcours de golf, le panneau global des simgolfeurs vous permet de regarder chaque match. Il est possible d'accéder à la fiche complète de chaque simgolfeur en cliquant sur chacun. Il est possible de parcourir son historique de discussion (et ainsi vérifier ce qu'il lui a plu ou non), voir ses compétences comme avec Gary Golf et enfin de pouvoir déplacer un simgolfeur sur le terrain. En effet, certains simgolfeurs ne sont pas "fair-play" et s'agacent très vite, au point de littéralement quitter le parcours de golf en hurlant et en exprimant sa colère. Ce qui a pour effet d'effrayer les autres simgolfeurs. L'option "Déplacer / Ejecter" est un excellent moyen de se débarrasser de ce client encombrant.  

### Les commissaires (PNJ)
Lorsque le joueur débute une partie, la somme d'argent héritée de l'oncle golfeur n'est pas assez élevée pour pouvoir acheter un terrain entier, vous ne pouvez acheter qu'une partie de terrain. Autre chose, l'accès aux monuments n'est pas immédiat, ils doivent faire l'objet d'une validation par un commissaire aux monuments. Pour cela, SimGolf dispose de trois commissaires qui chacun remplit sa fonction.
| Nom           | Fonction                     | Effet                               | Modalités de décision |
| ------------- | ---------------------------- | ----------------------------------- | --- |
| I.M Picky     | Commissaire foncier          | Permet d'acquérir plus de terres    | Si le commissaire a effectué un parcours de golf de manière agréable, il soumettra au joueur une carte des terrains disponibles à l'acquisition.                                                                       |
| Ivana Richman | Commissaire aux monuments    | Permet d'obtenir plus de monuments  | Si la commissaire a effectué un parcours de golf de manière agréable, elle donnera un nouveau monument, de manière gratuite à la première installation. Ensuite il sera disponible à tout moment et à un certain prix. |
| J.P Bigdome   | Commissaire / administrateur | Permet d'obtenir une somme d'argent | Si le commissaire a effectué un parcours de golf de manière agréable, il vous donnera 10 000§ en échange d'une place (fictive) à au conseil d'administration.                                                          |

### Autres éléments
Le jeu dispose d'un ensemble de panneaux d'informations permettant au joueur de gérer au mieux son parcours de golf en termes de finance, d'attractivité et d'amusement. 
Ainsi le joueur peut accéder aux éléments suivants :
| Terme anglais                 | Traduction FR                       | Commentaire |
| ----------------------------- | ----------------------------------- | --- |
| Repeat last message           | Répéter le dernier message          | |
| Course report                 | Tableau de bord du parcours de golf | Tableau d'ensemble des caractéristiques des 18 trous.                                                                                   |
| Player comments               | Retour d'expérience des joueurs     | Récapitulatif des avis sur votre parcours de golf de la part des joueurs.                                                               |
| Routing Map                   | Carte du parcours de golf           | Permet de situer vos différents parcours, de pouvoir changer l'ordre du parcours et d'acquérir de nouvelles parcelles.                  |
| Histograph                    | Histographe                         | Permet en un seul graphique de voir l'évolution de compétences, des finances, du fun etc.                                               |
| SGA Evaluation                | Evaluation SGA                      | La SimGolf Association en fonction de certains critères à respecter sur votre parcours, vous accorde le droit de lancer un championnat. |
| Financial Report              | Rapport financier                   | Permet de vérifier l'état de vos investissements et gains sur les 10 dernières années.                                                  |
| Membership Roaster            | Tableau des membres                 | Tableau faisant le récapitulatif de vos membres, de leur statut (classique, argent, or) et de leurs performances.                       |
| Professional Accomplishements | Accomplissements professionnels     | Synthèse de vos performances professionnelles en tant que golfeur pro.                                                                  |
| World Map                     | Carte du monde                      | Vous permet d'acquérir de nouveaux terrains de golf à travers le monde.                                                                 |
| Best scores                   | Meilleurs résultats                 | Affiche la liste dans l'ordre du meilleur joueur en termes de coups réalisés.                                                           |
| Top 10 Designers              |                                     | Synthèse des meilleurs designers de parcours de golf.                                                                                   |

## Caractéristiques techniques
Langue : anglais uniquement
Résolution : 800x600 
Le jeu a fait l'objet d'une mise en compatibilité grâce à la communauté "Abandonware" avec les systèmes d'exploitation récents Windows 10 et Windows 11.
Système d'exploitation : Windows XP à Windows 11.

## Accueil
- Jeuxvideo.com : 15/20[1]